# NBA G League
La NBA Gatorade League, ou NBA G League, ou encore G League, est une ligue américaine mineure de basket-ball créée et dirigée par la National Basketball Association. L’objectif de cette ligue est de permettre aux joueurs, aux entraîneurs et même aux arbitres d’évoluer dans un championnat secondaire, afin de découvrir un univers sportif similaire à la NBA et de se mettre en valeur aux yeux des nombreux recruteurs de la NBA. La NBA Development League s'impose progressivement comme la principale ligue mineure des États-Unis. Avant l'été 2005, la ligue était connue comme la National Basketball Development League (NBDL). Shareef Abdur-Rahim est le président depuis décembre 2018.
Le vainqueur participe à la Coupe intercontinentale de basket-ball.

## Histoire de la ligue
Initialement appelée NBDL (National Basketball Development League), la NBA Development League est renommée durant l'été 2005, pour marquer le renforcement des relations entre la ligue et la NBA. La première saison s'est déroulée en 2001-2002 avec huit équipes situées dans le sud-est des États-Unis. Il y eut une refonte de la ligue en 2005 avec une reprise en main et un plan de développement mis en place par la NBA, David Stern voulant en faire une véritable ligue mineure permettant aux plus jeunes joueurs de prendre de l'expérience et, pour les franchises, de bénéficier d'un vivier de joueurs.
Les nouveaux accords collectifs signés par la NBA durant l'été 2005 entre les propriétaires d'équipes et l'association des joueurs NBA donne un rôle renforcé à la NBA Development League : désormais, chaque club NBA peut placer deux de ses joueurs ayant moins de deux ans d'expérience en réserve dans un club de la « D-League », les autres joueurs étant sous contrat non pas avec les équipes, mais avec la ligue. Les franchises NBA peuvent faire appel à autant de joueurs qu'elles désirent durant la saison.
À l’avenir, la NBA Development League devrait être amenée à se développer, avec un nombre grandissant d'équipes. À terme, David Stern envisage que chaque franchise possède sa propre équipe, comme une filiale, telle les Lakers de Los Angeles devenant la première franchise NBA à posséder une équipe en D-League ou le Jazz de l'Utah qui ont créé une équipe à Orem pour la saison 2007-2008.
La NBA Development League a organisé son premier All-Star Game (D-League All-Star Game) pour la saison 2006-2007, le 17 février 2007 à Las Vegas. Ce match fut disputé lors du NBA All-Star Week-end. Les fans ont voté pour le cinq de départ des deux équipes, comme en NBA et WNBA, et a opposé les meilleurs joueurs de l'Est aux meilleurs joueurs de l'Ouest.
Le 5 novembre 2009, Frisco entre dans l'histoire du basket-ball américain en engageant Nancy Lieberman en tant qu'entraîneur, faisant d'elle la première femme à diriger une équipe de NBA ou de NBA D-League.
La D-League comptait douze équipes pour la saison 2006-2007, quatorze pour la saison 2007-2008, seize pour la saison 2008-2009. Pour la saison 2009-2010, une 17e franchise, les Red Claws du Maine est créée, située à Portland, Maine. L'équipe de l'Arsenal d'Anaheim est délocalisée à Springfield.Le nombre est finalement de 16 franchises, puisque l'équipe des 14ers du Colorado est délocalisée à Frisco et est inactive pour la saison 2009-2010. Le 10 avril 2010, le nom de l'équipe de la franchise de Frisco est dévoilé. Il s'agit des Legends du Texas. À l'issue de la saison NBA 2013-2014, 33 % des joueurs NBA ont évolué en NBA D-League, alors qu'ils étaient 23 % en 2011.
Le 10 mars 2014, les Knicks de New York annoncent qu'ils ont acquis le droit d'acheter et diriger une équipe de NBA D-League qui jouera à White Plains, New York, au début de la saison 2014–2015. Cette équipe sera la 18e de la NBA D-League et sera affiliée exclusivement aux Knicks, disputant ses matchs à domicile au Westchester County Center. Avec cette acquisition, les Knicks deviennent la septième équipe NBA à détenir une équipe NBA D-League en intégralité. Lors de la saison 2014-2015, la ligue sera divisée en deux conférences (Est et Ouest) et quatre divisions (Atlantic, Central, Southwest et West). La ligue comprend 18 équipes.
Le 29 juin 2015 une dix-neuvième équipe rejoint la ligue pour la saison 2015-2016 : les Raptors 905, affiliée à son club-parent les Raptors de Toronto et basée à Mississauga dans la proche banlieue de Toronto.
À partir de la saison 2017-2018, la Development League est devenue la Gatorade League ou G League puisque l'entreprise Gatorade a signé un contrat majeur qui lui permet d’accoler son nom à l’intitulé de la ligue.
Des changements sont annoncés pour la saison 2019-2020. Adam Silver annonce un nouveau tournoi pour la saison. Il aura lieu entre le 19 et le 22 décembre. En septembre Brad Walker, le chef des opérations G League annonce la mise en place du Lancer franc unique. La valeur du lancer dépendra de la valeur du tir. Dans le cas d'un And one (faute sur tir primé) sa valeur sera de 1 point, lors d'une faute sur un tir dans le périmètre de 2 points et pour une sur un tir à l'extérieur de la ligne à 3 points, le tir sera à 3 points. Le but est de réduire la durée des matchs à moins de deux heures.
La saison 2019-2020 est suspendue à cause de la pandémie de COVID-19. La saison 2020-2021 est ensuite reportée et doit se dérouler à l'ESPN Wide World of Sports Complex à Bay Lake, en Floride, avec le même système de « bulle » utilisé lors de la saison NBA 2019-2020, pour terminer la saison. Seulement 18 des 30 équipes engagées, participent à cette saison.
Une nouvelle équipe, L'Ignite de la NBA G League, est créé pour la saison 2020-2021.

## Équipes
| Charge Go-Go Skyhawks Blue Coats Remix Magic Celtics Hustle Knicks Boom Gold Wolves Skyforce Spurs Vipers Suns Legends Blue Clippers Cruise Stars Warriors Lakers Kings Bulls Swarm Nets Herd Squadron Raptors |

| Spurs Vipers Capitanes |

### Saison 2025-2026
| Conférence Est              | Conférence Est   | Conférence Est                    | Conférence Est | Conférence Est | Conférence Est                  |
| Équipe                      | Ville            | Salle                             | Capacité       | Création       | Affiliation NBA                 |
| --------------------------- | ---------------- | --------------------------------- | -------------- | -------------- | ------------------------------- |
| Squadron de Birmingham      | Birmingham       | Legacy Arena (en)                 | 17 654         | 2019           | Pelicans de La Nouvelle-Orléans |
| Go-Go de Capital City       | Washington       | CareFirst Arena (en)              | 4 200          | 2018           | Wizards de Washington           |
| Charge de Cleveland         | Cleveland        | Public Hall (en)                  | 10 000         | 2001           | Cavaliers de Cleveland          |
| Skyhawks de College Park    | College Park     | Gateway Center                    | 3 500          | 2017           | Hawks d'Atlanta                 |
| Blue Coats du Delaware      | Wilmington       | 76ers Fieldhouse                  | 2 500          | 2007           | 76ers de Philadelphie           |
| Gold de Grand Rapids        | Grand Rapids     | Van Andel Arena                   | 12 000         | 2006           | Nuggets de Denver               |
| Swarm de Greensboro         | Greensboro       | Greensboro Coliseum               | 2 500          | 2016           | Hornets de Charlotte            |
| Nets de Long Island         | Uniondale        | Nassau Veterans Memorial Coliseum | 13 500         | 2016           | Nets de Brooklyn                |
| Celtics du Maine            | Portland         | Portland Exposition Building      | 3 100          | 2009           | Celtics de Boston               |
| Cruise de Motor City        | Détroit          | Wayne State Fieldhouse            | 3 000          | 2003           | Pistons de Détroit              |
| Boom de Noblesville         | Noblesville      | The Arena at Innovation Mile (en) | 3 400          | 2007           | Pacers de l'Indiana             |
| Magic d'Osceola             | Kissimmee        | Silver Spurs Arena                | 8 000          | 2008           | Magic d'Orlando                 |
| Raptors 905                 | Mississauga      | Paramount Fine Foods Centre       | 5 000          | 2015           | Raptors de Toronto              |
| Knicks de Westchester       | White Plains     | Westchester County Center         | 5 000          | 2014           | Knicks de New York              |
| Bulls de Windy City         | Hoffman Estates  | Sears Centre                      | 10 000         | 2016           | Bulls de Chicago                |
| Herd du Wisconsin           | Oshkosh          | Oshkosh Arena                     | 3 500          | 2017           | Bucks de Milwaukee              |
| Conférence Ouest            |                  |                                   |                |                |                                 |
| Équipe                      | Ville            | Salle                             | Capacité       | Création       | Affiliation NBA                 |
| Spurs d'Austin              | Cedar Park       | H-E-B Center                      | 8 000          | 2001           | Spurs de San Antonio            |
| Wolves de l'Iowa            | Des Moines       | Wells Fargo Arena                 | 16 110         | 2007           | Timberwolves du Minnesota       |
| Hustle de Memphis           | Southaven        | Landers Center                    | 8 362          | 2017           | Grizzlies de Memphis            |
| Capitanes de Mexico         | Mexico           | Arena Ciudad de México            | 22 330         | 2017 / 2021    | Aucune                          |
| Blue d'Oklahoma City        | Oklahoma City    | Cox Convention Center             | 13 846         | 2001           | Thunder d'Oklahoma City         |
| Vipers de Rio Grande Valley | Edinburg         | Bert Ogden Arena                  | 9 000          | 2007           | Rockets de Houston              |
| Remix de Rip City           | Portland         | Chiles Center                     | 4 852          | 2023           | Trail Blazers de Portland       |
| Stars de Salt Lake City     | West Valley City | Maverik Center                    | 12 500         | 1997           | Jazz de l'Utah                  |
| Clippers de San Diego       | Oceanside        | Frontwave Arena                   | 7 500          | 2017           | Clippers de Los Angeles         |
| Warriors de Santa Cruz      | Santa Cruz       | Kaiser Permanente Arena           | 2 505          | 1995           | Warriors de Golden State        |
| Skyforce de Sioux Falls     | Sioux Falls      | Sanford Sports Pentagon           | 3 250          | 1989           | Heat de Miami                   |
| Lakers de South Bay         | El Segundo       | UCLA Health Training Center       | 750            | 2006           | Lakers de Los Angeles           |
| Kings de Stockton           | Stockton         | Adventist Health Arena            | 11 193         | 2008           | Kings de Sacramento             |
| Legends du Texas            | Frisco           | Comerica Center                   | 4 500          | 2006           | Mavericks de Dallas             |
| Suns de Valley              | Tempe            | Mullett Arena (en)                | 5 000          | 2024           | Suns de Phoenix                 |

### Équipes disparues
- Groove de Greenville (2001-2003)
- Revelers de Mobile (2001-2003)
- Patriots de Fayetteville (2001-2006)
- Flame de la Floride (2001–2006)
- Dazzle de Roanoke (2001-2006)
- RimRockers de l'Arkansas (2004-2007)
- Flyers de Fort Worth (2005-2007)
- Ignite de la G League (2020-2024)

### Courbe Chronologique des Équipes
Les équipes en cours sont en beige, les équipes éteintes ou relocalisées sont en bleu.

### Futures expansions et relocalisations
Le propriétaire des Rainmen de Halifax est également en négociation pour implanter une équipe à Halifax. Les autres villes pressenties pour l'implantation d'une équipe en D-League sont Toledo, Harlem ; Youngstown ; Burlington ; Richmond ; Little Havana et Trenton dans l'Est ; Norwalk ; Santa Monica ; Malibu ; Las Vegas ; Nogales ; Honolulu ; Saint George et Wenatchee dans l'Ouest.
Le 12 décembre 2019, la NBA annonce pour la saison 2020-2021 l'annexion d'une 29e franchise au Mexique : les Capitanes de Ciudad de Mexico. En raison de la Pandémie de Covid-19 l'annexion de cette équipe est reporté pour la saison 2021-2022.
Le 24 octobre 2018, les Pelicans ont annoncé leur intention d'installer les BayHawks d'Érié à Birmingham, en Alabama, d'ici 2022.

### Évolution de la ligue
| Année     | Nombre d'équipes | Nouvelles équipes | Équipes disparues                                           | Équipes annexées                                                                                   | Équipes inactives | Équipes de retour | Équipes délocalisées                                   | Nouveaux noms des équipes |
| 2001-2002 | 8                | Altitude d'Asheville Lowgators de North Charleston Riverdragons de Columbus Patriots de Fayetteville Groove de Greenville Flight de Huntsville Revelers de Mobile Dazzle de Roanoke |                                                             | | | |                                                        | |
| 2002-2003 | 8                | |                                                             | | | |                                                        | |
| 2003-2004 | 6                | | Groove de Greenville Revelers de Mobile                     | | | |                                                        | Lowgators de North Charleston →Lowgators de Charleston                                                                        |
| 2004-2005 | 6                | |                                                             | | | | Charleston → Floride                                   | Lowgators de Charleston→Flame de la Floride                                                                                   |
| 2005-2006 | 8                | Flyers de Fort Worth |                                                             | RimRockers de l'Arkansas                                                                           | | | Asheville→Tulsa Columbus→Austin Huntsville→Albuquerque | Altitude d'Asheville→66ers de Tulsa Riverdragons de Columbus→ Toros d'Austin Flight de Huntsville→ Thunderbirds d'Albuquerque |
| 2006-2007 | 12               | Arsenal d'Anaheim D-Fenders de Los Angeles | Fayetteville Patriots Dazzle de Roanoke Flame de la Floride | Jam de Bakersfield 14ers du Colorado Wizards du Dakota Stampede de l'Idaho Skyforce de Sioux Falls | | |                                                        | |
| 2007-2008 | 14               | Mad Ants de Fort Wayne Energy de l'Iowa Vipers de Rio Grande Valley Flash de l'Utah                                                                                                 | RimRockers de l'Arkansas Flyers de Fort Worth               | | | |                                                        | |
| 2008-2009 | 16               | BayHawks d'Érié Bighorns de Reno |                                                             | | | |                                                        | |
| 2009-2010 | 17               | Red Claws du Maine |                                                             | | 14ers du Coloado | | Anaheim → Springfield Broomfield → Frisco              | Anaheim Arsenal→Armor de Springfield Colorado → Frisco                                                                        |
| 2010-2011 | 17               | |                                                             | | D-Fenders de Los Angeles | | Albuquerque → Rio Rancho                               | Thunderbirds d'Albuquerque → Thunderbirds du Nouveau-Mexique                                                                  |
| 2011-2012 | 17               | |                                                             | | Flash de l'Utah | D-Fenders de Los Angeles | Rio Rancho→Canton                                      | Thunderbirds du Nouveau-Mexique →Charge de Canton                                                                             |
| 2012-2013 | 17               | |                                                             | | Flash de l'Utah | | Bismarck→Santa Cruz                                    | Wizards du Dakota →Warriors de Santa Cruz                                                                                     |
| 2013-2014 | 17               | |                                                             | | | | Orem→Wilmington                                        | Flash de l'Utah →87ers du Delaware                                                                                            |
| 2014-2015 | 18               | Knicks de Westchester |                                                             | | | | Springfield→Grand Rapids Tulsa→Oklahoma City           | Armor de Springfield →Drive de Grand Rapids 66ers de Tulsa→Blue d'Oklahoma City Toros d'Austin→Spurs d'Austin                 |
| 2015-2016 | 19               | Raptors 905 |                                                             | | | |                                                        | |
| 2016-2017 | 22               | Swarm de Greensboro Nets de Long Island Bulls de Windy City |                                                             | | | | Bakersfield→Prescott Valley Boise→Salt Lake City       | Jam de Bakersfield→Suns de Northern Arizona Stampede de l'Idaho→Stars de Salt Lake City                                       |
| 2017-2018 | 26               | Clippers d'Agua Caliente BayHawks d'Érié (2017) Hustle de Memphis Herd du Wisconsin                                                                                                 |                                                             | | | | Érié→Lakeland                                          | BayHawks d'Érié (2008)→Magic de Lakeland                                                                                      |
| 2018-2019 | 27               | Go-Go de Capital City |                                                             | | | | Reno→Stockton                                          | 87ers du Delaware→Blue Coats du Delaware Bighorns de Reno→Kings de Stockton                                                   |
| 2019-2020 | 28               | BayHawks d'Érié (2019) |                                                             | | | | Érié→College Park                                      | BayHawks d'Érié (2017)→Skyhawks de College Park                                                                               |
| 2020-2021 | 29               | NBA G League Ignite |                                                             | | Go-Go de Capital City, Skyhawks de College Park, Drive de Grand Rapids, Red Claws du Maine, Suns de Northern Arizona, SkyForce de Sioux Falls, Lakers de South Bay, Kings de Stockton, Legends du Texas, Bulls de Windy City et Herd du Wisconsin | |                                                        | Red Claws du Maine→Celtics du Maine Drive de Grand Rapids→Gold de Grand Rapids                                                |
| 2021-2022 | 30               | Capitanes de Mexico |                                                             | | | Go-Go de Capital City, Skyhawks de College Park, Drive de Grand Rapids, Red Claws du Maine, Suns de Northern Arizona, SkyForce de Sioux Falls, Lakers de South Bay, Kings de Stockton, Legends du Texas, Bulls de Windy City et Herd du Wisconsin | Prescott Valley→Détroit Érié→Birmingham                | Suns de Northern Arizona→Cruise de Motor City BayHawks d'Érié (2019)→Squadron de Birmingham                                   |
| 2022-2023 | 30               | |                                                             | | | | Walnut Creek→Henderson                                 | Clippers d'Agua Caliente→Clippers d'Ontario                                                                                   |
| 2023-2024 | 31               | Remix de Rip City |                                                             | | | | Fort Wayne→Indianapolis Lakeland→Kissimmee             | Mad Ants de Fort Wayne→Mad Ants de l'Indiana Magic de Lakeland→Magic d'Osceola                                                |
| 2024-2025 | 31               | Suns de Valley | NBA G League Ignite                                         | | | | Ontario→Oceanside                                      | Clippers d'Ontario→Clippers de San Diego                                                                                      |
| 2025-2026 | 31               | |                                                             | | | | Indianapolis→Noblesville                               | Mad Ants de l'Indiana→Boom de Noblesville                                                                                     |

## Déroulement d'une saison
La saison se déroule de novembre à avril. Les équipes sont réparties dans deux conférences Est et Ouest. Chaque équipe joue 50 matches, puis les huit meilleures équipes de la saison régulière s’affrontent dans les playoffs au meilleur des trois matchs.

## NBA Development League All-Star Game
Le NBA Development League All-Star Game est un match d'exhibition annuel organisé par la National Basketball Association Development League (NBA D-League). La première édition s'est tenue lors de la saison 2006-2007 durant le NBA All-Star Weekend. Le D-League All-Star Game se dispute le samedi dans la même ville que le NBA All-Star Game. Cependant, la rencontre ne se tient pas dans la même salle que les autres évènements.
Adam Silver annonce un nouveau tournoi pour la saison 2019-20. Il aura lieu entre le 19 et le 22 décembre.

## Les «call-ups»
À tout moment de la saison les joueurs évoluant en NBA Development League peuvent être appelés par une équipe NBA. C’est ce qu'on appelle un call-up. Les différentes équipes de la NBA piochent régulièrement dans le vivier de la NBA Development League (il y en a eu 17 durant la saison 2003-04), pour remplacer ponctuellement un joueur blessé, ou compenser la perte à un poste à la suite d'un transfert. Les joueurs qui montent de la NBA Development League à la NBA sont généralement signés pour 10 jours (appelé un ten day contract), renouvelable une fois. À la fin du second ten day contract, l’équipe NBA choisit alors de garder le joueur pour le reste de la saison (et de lui offrir un contrat garanti), ou bien de le libérer. Le joueur retourne alors la plupart du temps dans l’équipe dans laquelle il évoluait.
Lors de la draft 2008 de la NBA, les Trail Blazers de Portland recrutent Mike Taylor du Stampede de l'Idaho. Il devient ainsi le premier joueur de NBA D-League à avoir été sélectionné par une équipe NBA. Il est par la suite transféré aux Clippers de Los Angeles, avec lesquels il signe un contrat en tant que rookie.
Au terme de la saison 2013-2014, 25 joueurs ayant une expérience en D-League ont remporté un titre NBA : Tremaine Fowlkes avec les Pistons de Détroit en 2003–2004 ; Devin Brown et Mike Wilks avec les Spurs de San Antonio en 2004–2005 ; Earl Barron et Dorell Wright avec le Heat de Miami en 2005–2006 ; James White avec les Spurs San Antonio en 2006-2007 ; Gabe Pruitt avec les Celtics de Boston en 2007–2008 ; Jordan Farmar, Josh Powell, Sun Yue et Shannon Brown avec les Lakers de Los Angeles en 2008–2009, Jose Juan Barea, Rodrigue Beaubois, Ian Mahinmi et Dominique Jones avec les Mavericks de Dallas en 2010-2011 ; Dexter Pittman et Terrel Harris avec le Heat de Miami en 2011-2012 ; Jarvis Varnado et Chris Andersen avec le Heat de Miami en 2012-2013 ; Aron Baynes, Austin Daye, Danny Green, Damion James, Cory Joseph, et Patty Mills avec the Spurs de San Antonio en 2013-2014.
Bobby Simmons et Aaron Brooks sont les seuls anciens joueurs de D-League à remporter un trophée individuel attribué en fin de saison NBA, en étant lauréat du NBA Most Improved Player avec les Clippers de Los Angeles en 2004–2005 et les Rockets de Houston en 2009-2010.
- 2009-2010 : 40 call-ups, 27 joueurs[31]
- 2008-2009 : 24 call-ups, 20 joueurs
- 2007-2008 : 29 call-ups, 18 joueurs
- 2006-2007 : 22 call-ups, 16 joueurs
- 2005-2006 : 18 call-ups, 13 joueurs
- 2004-2005 : 11 call-ups, 9 joueurs
- 2003-2004 : 17 call-ups, 14 joueurs
- 2002-2003 : 14 call-ups, 10 joueurs
- 2001-2002 : 8 call-ups, 8 joueurs.

## Champions
| Saison    | Vainqueur                   | Score                                          | Finaliste                     |
| --------- | --------------------------- | ---------------------------------------------- | ----------------------------- |
| 2001-2002 | Groove de Greenville        | 81–63, 75–68                                   | Lowgators de North Charleston |
| 2002-2003 | Revelers de Mobile          | 92–82, 71–77, 75–72                            | Patriots de Fayetteville      |
| 2003-2004 | Altitude d'Asheville        | 108–106 (après prolongations)                  | Flight de Huntsville          |
| 2004-2005 | Altitude d'Asheville        | 90–67                                          | Riverdragons de Columbus      |
| 2005-2006 | Thunderbirds d'Albuquerque  | 119–108                                        | Flyers de Fort Worth          |
| 2006-2007 | Wizards du Dakota           | 129–121 (après prolongations)                  | 14ers du Colorado             |
| 2007-2008 | Stampede de l'Idaho         | 89–95, 90–89, 108–101                          | Toros d'Austin                |
| 2008-2009 | 14ers du Colorado           | 136–131, 123–104                               | Flash de l'Utah               |
| 2009-2010 | Vipers de Rio Grande Valley | 124–107, 94–91                                 | 66ers de Tulsa                |
| 2010-2011 | Energy de l'Iowa            | 123–106, 122–141, 119–111                      | Vipers de Rio Grande Valley   |
| 2011-2012 | Toros d'Austin              | 101–109 (après prolongations), 113–94, 122–110 | D-Fenders de Los Angeles      |
| 2012-2013 | Vipers de Rio Grande Valley | 112–102, 102–91                                | Warriors de Santa Cruz        |
| 2013-2014 | Mad Ants de Fort Wayne      | 102–92, 119–113                                | Warriors de Santa Cruz        |
| 2014-2015 | Warriors de Santa Cruz      | 119–115, 109–96                                | Mad Ants de Fort Wayne        |
| 2015-2016 | Skyforce de Sioux Falls     | 104–99, 102–109, 91–63                         | D-Fenders de Los Angeles      |
| 2016-2017 | Raptors 905                 | 106–119, 95–85, 122–96                         | Vipers de Rio Grande Valley   |
| 2017-2018 | Spurs d'Austin              | 105–93, 98–76                                  | Raptors 905                   |
| 2018-2019 | Vipers de Rio Grande Valley | 107–117, 127–116, 129–112                      | Nets de Long Island           |
| 2019-2020 | Saison annulée              | Saison annulée                                 | Saison annulée                |
| 2020-2021 | Magic de Lakeland           | 97-78                                          | Blue Coats du Delaware        |
| 2021-2022 | Vipers de Rio Grande Valley | 145-128, 131-114                               | Blue Coats du Delaware        |
| 2022-2023 | Blue Coats du Delaware      | 134-120, 114-110                               | Vipers de Rio Grande Valley   |
| 2023-2024 | Blue d'Oklahoma City        | 86-106, 99-89, 117-100                         | Celtics du Maine              |

- Note : lors des saisons 2001-2002 et 2002-2003, le champion était le vainqueur d'une série de trois matchs. Il fut désigné sur un match sec de la saison 2003-2004 jusqu'à la saison 2006-2007, puis il est de nouveau désigné à l'issue d'une série de trois matchs depuis la saison 2007-2008.

## Récompenses individuelles

### Meilleur joueur (MVP) de la NBA G League
- 2001-2002 : Ansu Sesay (Groove de Greenville)
- 2002-2003 : Devin Brown (Patriots de Fayetteville)
- 2003-2004 : Tierre Brown (Lowgators de Charleston)
- 2004-2005 : Matt Carroll (Dazzle de Roanoke)
- 2005-2006 : Marcus Fizer (Toros d'Austin)
- 2006-2007 : Randy Livingston (Stampede de l'Idaho)
- 2007-2008 : Kasib Powell (Skyforce de Sioux Falls)
- 2008-2009 : Courtney Sims (Energy de l'Iowa)
- 2009-2010 : Mike Harris (Vipers de Rio Grande Valley)
- 2010-2011 : Curtis Stinson (Energy de l'Iowa)
- 2011-2012 : Justin Dentmon (Toros d'Austin)
- 2012-2013 : Andrew Goudelock (Skyforce de Sioux Falls)
- 2013-2014 : Ron Howard (Mad Ants de Fort Wayne) et Othyus Jeffers (Energy de l'Iowa)
- 2014-2015 : Tim Frazier (Red Claws du Maine)
- 2015-2016 : Jarnell Stokes (Skyforce de Sioux Falls)
- 2016-2017 : Vander Blue (D-Fenders de Los Angeles)
- 2017-2018 : Lorenzo Brown (Raptors 905)
- 2018-2019 : Chris Boucher (Raptors 905)
- 2019-2020 : Frank Mason III (Herd du Wisconsin)
- 2020-2021 : Paul Reed (Blue Coats du Delaware)
- 2021-2022 : Trevelin Queen (Vipers de Rio Grande Valley)
- 2022-2023 : Carlik Jones (Bulls de Windy City)
- 2023-2024 : Mac McClung (Magic d'Osceola)

### NBA G League MVP Finals
- 2014-2015 : Elliot Williams (Warriors de Santa Cruz)
- 2015-2016 : Jarnell Stokes (Skyforce de Sioux Falls)
- 2016-2017 : Pascal Siakam (Raptors 905)
- 2017-2018 : Nick Johnson (Spurs d'Austin)
- 2018-2019 : Isaiah Hartenstein (Vipers de Rio Grande Valley)
- 2019-2020 : Pas de finales
- 2020-2021 : Devin Cannady (Magic de Lakeland)
- 2021-2022 : Trevelin Queen (Vipers de Rio Grande Valley)
- 2022-2023 : Jaden Springer (Blue Coats du Delaware)
- 2023-2024 : Ousmane Dieng (Blue d'Oklahoma City)

### Recrue de l'année
- 2001–2002 : Fred House (Lowgators de North Charleston)
- 2002–2003 : Devin Brown (Patriots de Fayetteville)
- 2003–2004 : Desmond Penigar (Altitude d'Asheville)
- 2004–2005 : James Thomas (Dazzle de Roanoke)
- 2005–2006 : Will Bynum (Dazzle de Roanoke)
- 2006–2007 : Louis Amundson (14ers du Colorado)
- 2007–2008 : Blake Ahearn (Wizards du Dakota)
- 2008–2009 : Othyus Jeffers (Energy de l'Iowa)
- 2009–2010 : Alonzo Gee (Toros d'Austin)
- 2010-2011 : DeShawn Sims (Red Claws du Maine)
- 2011-2012 : Edwin Ubiles (Wizards du Dakota)
- 2012-2013 : Tony Mitchell (Mad Ants de Fort Wayne)
- 2013-2014 : Robert Covington (Vipers de Rio Grande Valley)
- 2014-2015 : Tim Frazier (Red Claws du Maine)
- 2015-2016 : Quinn Cook (Charge de Canton)
- 2016-2017 : Abdel Nader (Red Claws du Maine)
- 2017-2018 : Antonio Blakeney (Bulls de Windy City)
- 2018-2019 : Ángel Delgado (Clippers d'Agua Caliente)
- 2019-2020 : Tremont Waters (Red Claws du Maine)
- 2020-2021 : Paul Reed (Blue Coats du Delaware)
- 2021-2022 : Mac McClung (Lakers de South Bay)
- 2022-2023 : Kenneth Lofton Jr. (Hustle de Memphis)
- 2023-2024 : Oscar Tshiebwe (Mad Ants de l'Indiana)

### Défenseur de l'année
- 2001–2002 : Jeff Myers (Groove de Greenville)
- 2002–2003 : Mikki Moore (Dazzle de Roanoke)
- 2003–2004 : Karim Shabazz (Lowgators de Charleston)
- 2004–2005 : Derrick Zimmerman (Riverdragons de Columbus)
- 2005–2006 : Derrick Zimmerman (Toros d'Austin)
- 2006–2007 : Renaldo Major (Wizards du Dakota)
- 2007–2008 : Mouhamed Sene (Stampede de l'Idaho) et Stéphane Lasme (D-Fenders de Los Angeles)
- 2008–2009 : Brent Petway (Stampede de l'Idaho)
- 2009–2010 : Greg Stiemsma (Skyforce de Sioux Falls)
- 2010-2011 : Chris Johnson (Wizards du Dakota)
- 2011-2012 : Stefhon Hannah (Wizards du Dakota)
- 2012-2013 : Stefhon Hannah (Warriors de Santa Cruz)
- 2013-2014 : DeAndre Liggins (Skyforce de Sioux Falls)
- 2014-2015 : Aaron Craft (Warriors de Santa Cruz)
- 2015-2016 : DeAndre Liggins (Skyforce de Sioux Falls)
- 2016-2017 : Walter Tavares (Raptors 905)
- 2017-2018 : Landry Nnoko (Drive de Grand Rapids)
- 2018-2019 : Chris Boucher (Raptors 905)
- 2019-2020 : Christ Koumadje (Blue Coats du Delaware)
- 2020-2021 : Gary Payton II (Raptors 905)
- 2021-2022 : Shaquille Harrison (Blue Coats du Delaware)
- 2022-2023 : Jay Huff (Go-Go de Capital City)
- 2023-2024 : Shaquille Harrison (Lakers de South Bay)

### Joueur d'impact de l'année
- 2007-2008 : Morris Almond (Flash de l'Utah)
- 2008-2009 : Eddie Gill (14ers du Colorado)
- 2009-2010 : Brian Butch (Jam de Bakersfield)
- 2010-2011 : Jeff Adrien (Vipers de Rio Grande Valley)
- 2011-2012 : Eric Dawson (Toros d'Austin)
- 2012-2013 : Rasual Butler (66ers de Tulsa)
- 2013-2014 : Ike Diogu (Jam de Bakersfield)
- 2014-2015 : Jerel McNeal (Jam de Bakersfield)
- 2015-2016 : Ryan Gomes (D-Fenders de Los Angeles)
- 2016-2017 : John Holland (Charge de Canton)

### Joueur ayant le plus progressé
- 2009-2010 : Mildon Ambres (Stampede de l'Idaho)
- 2010-2011 : Dar Tucker (Thunderbirds du Nouveau-Mexique)
- 2011-2012 : Kenny Hayes (Red Claws du Maine)
- 2012-2013 : Cameron Jones (Warriors de Santa Cruz)
- 2013-2014 : Frank Gaines (Red Claws du Maine)
- 2014-2015 : Joe Jackson (Jam de Bakersfield)
- 2015-2016 : Axel Toupane (Raptors 905)
- 2016-2017 : Devondrick Walker (Knicks de Westchester)
- 2017-2018 : DeQuan Jones (Mad Ants de Fort Wayne)
- 2018-2019 : Michael Frazier II (Vipers de Rio Grande Valley)
- 2019-2020 : Gabe Vincent (Skyforce de Sioux Falls)
- 2020-2021 : Anthony Lamb (Vipers de Rio Grande Valley)
- 2021-2022 : Craig Randall II (Nets de Long Island)
- 2022-2023 : Lester Quiñones (Warriors de Santa Cruz)
- 2023-2024 : Alondes Williams (Skyforce de Sioux Falls)

### Entraîneur de l'année
- 2006-2007 : Bryan Gates (Stampede de l'Idaho)
- 2007-2008 : Bryan Gates (Stampede de l'Idaho)
- 2008-2009 : Quin Snyder (Toros d'Austin)
- 2009-2010 : Chris Finch (Vipers de Rio Grande Valley)
- 2010-2011 : Nick Nurse (Energy de l'Iowa)
- 2011-2012 : Eric Musselman (D-Fenders de Los Angeles)
- 2012-2013 : Alex Jensen (Charge de Canton)
- 2013-2014 : Conner Henry (Mad Ants de Fort Wayne)
- 2014-2015 : Scott Morrison (en) (Red Claws du Maine)
- 2015-2016 : Dan Craig (en) (Skyforce de Sioux Falls)
- 2016-2017 : Jerry Stackhouse (Raptors 905)
- 2017-2018 : Mike Miller (Knicks de Westchester)
- 2018-2019 : Will Weaver (Nets de Long Island)
- 2019-2020 : Martin Schiller (Stars de Salt Lake City)
- 2020-2021 : Stan Heath (Magic de Lakeland)
- 2021-2022 : Mahmoud Abdelfattah (Vipers de Rio Grande Valley)
- 2022-2023 : Ronnie Burrell (Nets de Long Island)
- 2023-2024 : Lindsey Harding (Kings de Stockton)

### Prix Jason Collier pour l'esprit sportif
- 2001–2002 : Mike Wilks (Flight d'Huntsville)
- 2002–2003 : Billy Thomas (Groove de Greenville)
- 2005–2006 : Ime Udoka (Flyers de Fort Worth)
- 2006–2007 : Roger Powell (RimRockers de l'Arkansas)
- 2007–2008 : Billy Thomas (14ers du Colorado)
- 2008–2009 : Will Conroy (Thunderbirds d'Albuquerque)
- 2009–2010 : Andre Ingram (Flash de l'Utah)
- 2010–2011 : Larry Owens (66ers de Tulsa)
- 2011-2012 : Moses Ehambe (Energy de l'Iowa)
- 2012-2013 : Ron Howard (Mad Ants de Fort Wayne)
- 2013-2014 : Ron Howard (Mad Ants de Fort Wayne)
- 2014-2015 : Renaldo Major (Jam de Bakersfield)
- 2015-2016 : Scott Suggs (Raptors 905)
- 2016-2017 : Keith Wright (Knicks de Westchester)
- 2017-2018 : C. J. Williams (Clippers d'Agua Caliente)
- 2018-2019 : Gabe York (Magic de Lakeland)
- 2019-2020 : Ivan Rabb (Knicks de Westchester)
- 2020-2021 : Galen Robinson Jr. (Spurs d'Austin)
- 2021-2022 : Andre Ingram (Lakers de South Bay)
- 2022-2023 : Nate Pierre-Louis (Lakers de South Bay)
- 2023-2024 : Gabe Osabuohien (Charge de Cleveland)

### NBA G League Team Executive of the Year Award
- 2009–2010 : Jon Jennings (en) (Red Claws du Maine)
- 2010–2011 : Bert Garcia (Vipers de Rio Grande Valley)
- 2011–2012 : David Higdon (Jam de Bakersfield)
- 2012-2013 : Bill Boyce (Legends du Texas)
- 2013-2014 : Jeff Potter (Mad Ants de Fort Wayne)
- 2014-2015 : Tim Salier (Spurs d'Austin)
- 2015-2016 : Mike Levy (Charge de Canton)
- 2016-2017 : Chris Murphy (Warriors de Santa Cruz)
- 2017-2018 : Steve Brandes (Herd du Wisconsin)
- 2018-2019 : Malcolm Farmer (Legends du Texas)
- 2019-2020 : Dajuan Eubanks (Red Claws du Maine)
- 2020-2021 : Matt Bresee (BayHawks d'Érié)
- 2021-2022 : Steve Brandes (Herd du Wisconsin)
- 2022-2023 : Ryan Grant (Wolves de l'Iowa)
- 2023-2024 : Steve Jbara (Gold de Grand Rapids)

### NBA G League Basketball Executive of the Year Award
- 2015-2016 : Adam Simon (Skyforce de Sioux Falls)
- 2016-2017 : Mike Gansey (Charge de Canton)
- 2017-2018 : Malik Rose (BayHawks d'Érié)
- 2018-2019 : Trajan Langdon (Nets de Long Island)
- 2019-2020 : Bart Taylor (Stars de Salt Lake City)
- 2020-2021 : Chad Sanders (Raptors 905)
- 2021-2022 : Travis Stockbridge (Vipers de Rio Grande Valley)
- 2022-2023 : Paul Johnson (Kings de Stockton)
- 2023-2024 : Eric Amsler (Skyforce de Sioux Falls)

### Équipes-types de la NBA G League
La All-NBA G League Team est une distinction attribuée par la NBA Gatorade League aux meilleurs joueurs de la ligue à l'issue de chaque saison. Le vote est effectué auprès des entraîneurs. Les All-NBA G League Team sont composées de trois cinq majeurs, avec une première, une seconde et une troisième équipe. Les All-NBA G League Team comportaient à l'origine deux équipes, avant de passer à trois équipes en 2007-2008.
Les joueurs reçoivent cinq points pour un vote dans la première équipe, trois points pour un vote dans la deuxième équipe et un point pour un vote dans la troisième équipe. Les cinq joueurs avec le plus fort total de points composent la première équipe, les cinq suivants composent la deuxième équipe et les cinq suivants composent la troisième équipe. En cas d'égalité à la cinquième position d'une équipe, l'effectif de l'équipe est alors étendu.